# Aallokas
Aallokas var en finländsk isbrytare och senare kanonbåt. Namnet kom från det gamla finska namnet på Ladoga, och betyder ungefär "vågig". Den byggdes 1936 på ett varv i Sordavala i finska Karelen. Aallokas var den största i Ladoga stationerade finska isbrytaren och fungerade också som menföres- och förbindelsefartyg till de bebodda öarna i Ladoga.
Aallokas byggdes om till kanonbåt inför Vinterkriget och blev därigenom också den finska Ladoga-flottans största militära fartyg. Den deltog i ett antal skärmytslingar under vintern 1939-40, och blev föremål för ett flyganfall i februari, då den var det enda fartyget starkt nog att operera i isen på Ladoga. Aallokas ådrog sig bara obetydliga skador, men i enlighet med Moskvafreden 1940 överläts den tillsammans med den övriga Ladogaflottan till Sovjetunionen.
Under namnet Шексна (Sjeksna, efter en biflod till Volga) deltog den i Fortsättningskriget på Sovjetunionens sida, och bidrog väsentligt med att upprätthålla förbindelsen över Ladoga och skeppa förnödenheter till det belägrade Leningrad. Efter kriget återupptog den förbindelsebåtsuppdraget, och togs ur tjänst 1956. Fram till skrotningen 1961 fungerade den ännu som värme- och kraftverk med sin ångpanna.